# ألان نايت
ألان نايت (بالإنجليزية: Alan Knight)‏ (3 يونيو 1961 في فرنسا - ) هو مدرب كرة قدم ولاعب كرة قدم بريطاني في مركز حراسة المرمى. شارك مع منتخب إنجلترا تحت 21 سنة لكرة القدم. أما مع النوادي، فقد لعب مع نادي بورتسموث وهافانت أند ووترلوفيل وDorchester Town F.C. ‏ وHorndean F.C. ‏.

## وصلات خارجية
- ألان نايت على موقع قاعدة بيانات كرة القدم.إي يو (الإنجليزية)
- ألان نايت على موقع Soccerbase.com (لاعب) (الإنجليزية)
- ألان نايت على موقع عالم كرة القدم.نت (الإنجليزية)